# Recollection
Recollection is een live muziekalbum van de Britse band Strawbs. Het album is opgenomen in 1970 (datum en plaats onbekend). De opnamen worden pas uitgegeven in 2006 als onderdeel van From the Witchood Media Archives volume 3, een serie privé-opnamen. De vraag is waar dit album te plaatsen zonder gegevens van de opnamedatum. Drie zaken geven aanleiding om het album te plaatsen zoals in de sjabloon is vermeld:
- de titel van het album Recollection, als een vervolg op Collection;
- het piano/orgelspel van Rick Wakeman; dit is net zo technisch als op het album Collection, maar klinkt veel minder rommelig; vooral in zijn eigen compositie Temperament of Mind, raakt hij meer de juiste toetsen en is minder gehaast;
- de opname van dit concert klinken ook qua geluidstechniek veel beter, dan het officiële album (helderder).

## Musici
- Dave Cousins- zang, gitaar, dulcimer, banjo
- Tony Hooper - zang, akoestische gitaar, tamboerijn
- Rick Wakeman – piano, orgel, klavecimbel, celesta
- John Ford – basgitaar, zang
- Richard Hudson – percussie, sitar, zang

## Composities
Alleen van Cousins. Behalve waar aangegeven:
1. We'll Meet Again Sometime (4:13)
2. Or Am I Dreaming (2:30)
3. Song Of A Sad Little Girl (5:29)
4. That Which Once Was Mine (3:33)
5. Fingertips (6:09)
6. Man Who Called Himself Jesus (4:36)
7. Temperament Of Mind (Wakeman)(5:28)
8. Josephine For Better Or For Worse (3:27)
9. Antique Suite (12:15)
  1. The Reaper
  2. We Must Cross The River
  3. Antiques And Curios
  4. Hey, It's Been A Long Time
10. The Battle (5:52)
11. Where Is This Dream Of Your Youth (12:09)
12. Dance On (2:24)(Adams, Murtagh, Murtagh)

De laatste track wordt ingeleid door een anekdote. Vlak voor de opnamen van dit concert besloten Cliff Richard en The Shadows ieder hun eigen weg te gaan. Cousins zou aan Cliff hebben gevraagd of het voortaan Cliff Richard and the Strawbs kon worden; Het antwoord van Cliff: "Ga weg".